# Todwick
Todwick es una parroquia civil situada en el municipio metropolitano de Rotherham, en Yorkshire del Sur, Inglaterra (Reino Unido). Tiene una población estimada, a mediados de 2022, de 1700 habitantes.